# Traité d'Aigues-Mortes
Le traité d'Aigues-Mortes est un accord conclu entre le roi de France Charles V et les Grandes compagnies en 1367, à Aigues-Mortes.
Il permet la formation d'une armée formée de routiers pour combattre Charles II de Navarre, sous la conduite du connétable Bertrand du Guesclin. Par la même occasion, il permet au roi de chasser les routiers hors de France.